# Architekturtage

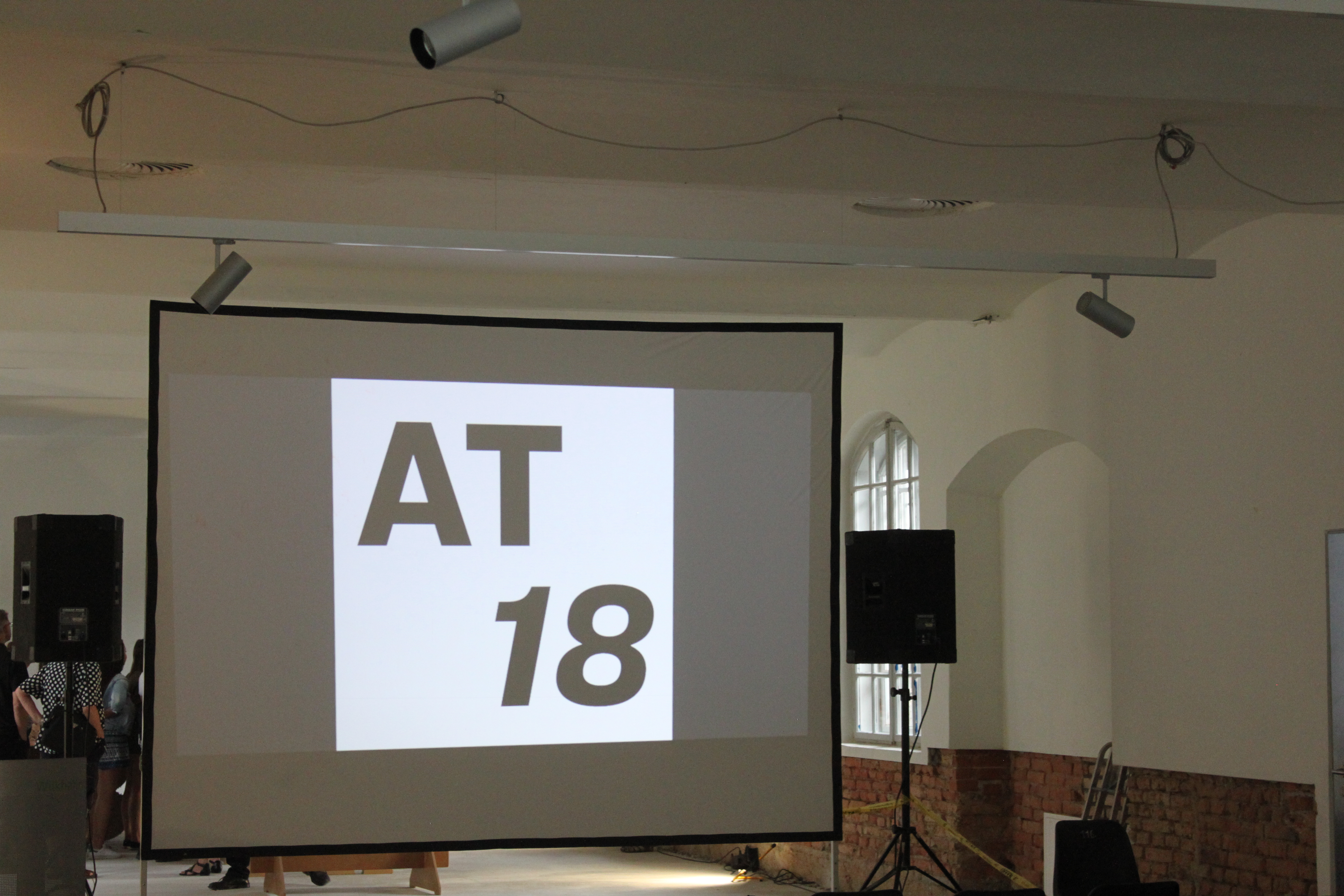
Architekturtage 2018 erstmals im Architekturhaus Salzburg

Die Architekturtage sind eine zweitägige Veranstaltung in Österreich, bei der zeitgenössische Architekturprojekte der breiten Öffentlichkeit präsentiert werden. Sie findet alle zwei Jahre  statt. Die Veranstaltungsreihe soll einem breiten Publikum die Entstehungsprozesse der Architektur an der Schnittstelle zwischen Kunst, Technologie und Gesellschaft sowie die Rolle der Architekten näher bringen.
Organisator ist der Verein Architekturtage, eine Initiative der Bundeskammer der Architekten und Ingenieurkonsulenten und der Architekturstiftung Österreich, einer gemeinsamen Plattform heimischer Architekturinitiativen.
Eine ähnliche Veranstaltung in Deutschland ist der Tag der Architektur.

## Weblink
- https://architekturtage.at/